# Yanomami

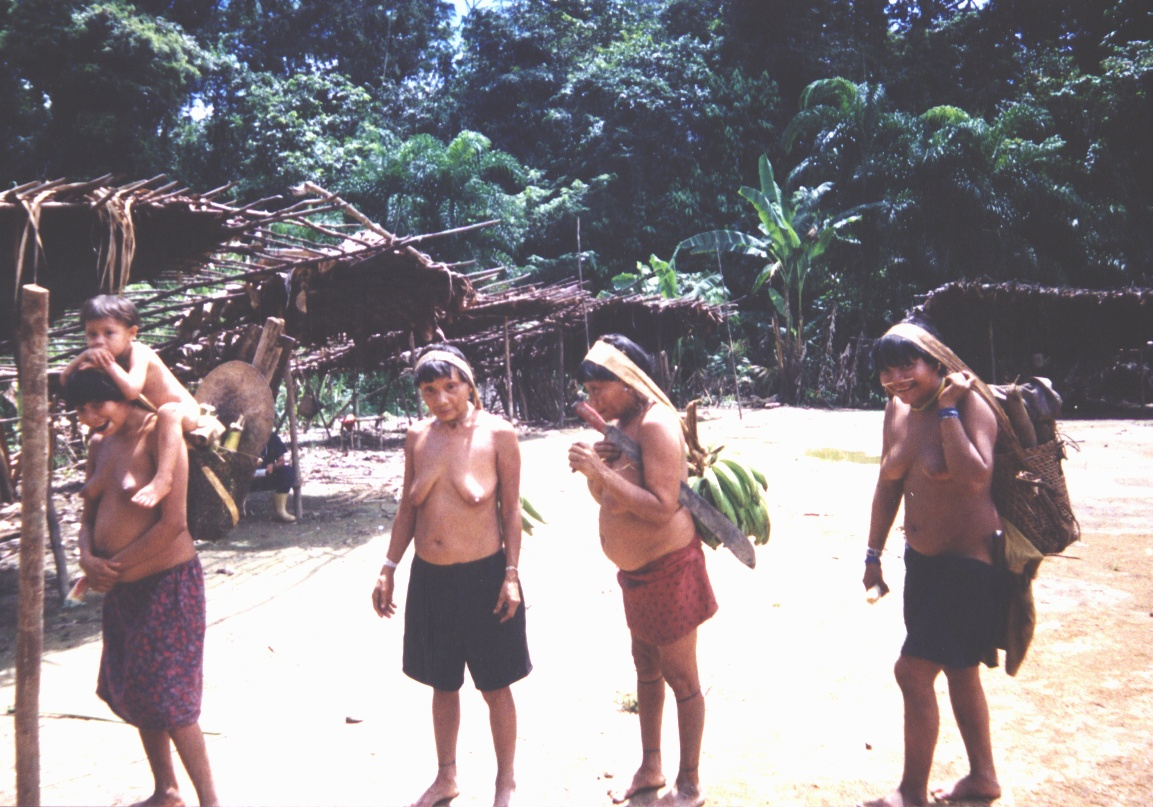
Yanomami

Das Volk der Yanomami, Yanomama oder Yanomamö (besonders in der angelsächsischen Literatur) lebt im venezolanisch-brasilianischen Grenzgebiet an der 1500 Meter hohen Serra Parima, zwischen den Flüssen Orinoco und Amazonas. Die 27.000 bis 35.000 Yanomami bilden die größte indigene Volksgruppe im Amazonas-Gebiet. Seit dem Eindringen von Goldsuchern in den 1970er Jahren sind ihre dortigen Lebensgrundlagen gefährdet. Kulturell zählen die Yanomami zu den Orinoko-Parima-Kulturen.
Die heute allgemein durch Anthropologen verwendete Volksbezeichnung als Yanomami geht zurück auf das Wort yanõmami, welches in der Wendung yanõmami thëpë oder yanomae thëpë, „Menschen“ oder „menschliche Wesen“ bedeutet. Dieser Ausdruck steht für die Yanomami im Gegensatz zu den yaro oder yaropë („Tiere“, „Wild“) und yai oder yai thëpë, also den nicht-menschlichen Wesen („unsichtbare oder namenlose Wesen/Dinge“), aber auch zu napë oder napëpë („Feind“, „Fremder“, „Weißer“). Viele der teilweise heute noch weit verbreiteten Ansichten über die Lebens- und Verhaltensweisen der Yanomami beruhen auf Berichten von Expeditionen unter der Führung der Anthropologen Napoleon Chagnon und Jacques Lizot.

## Lebensraum

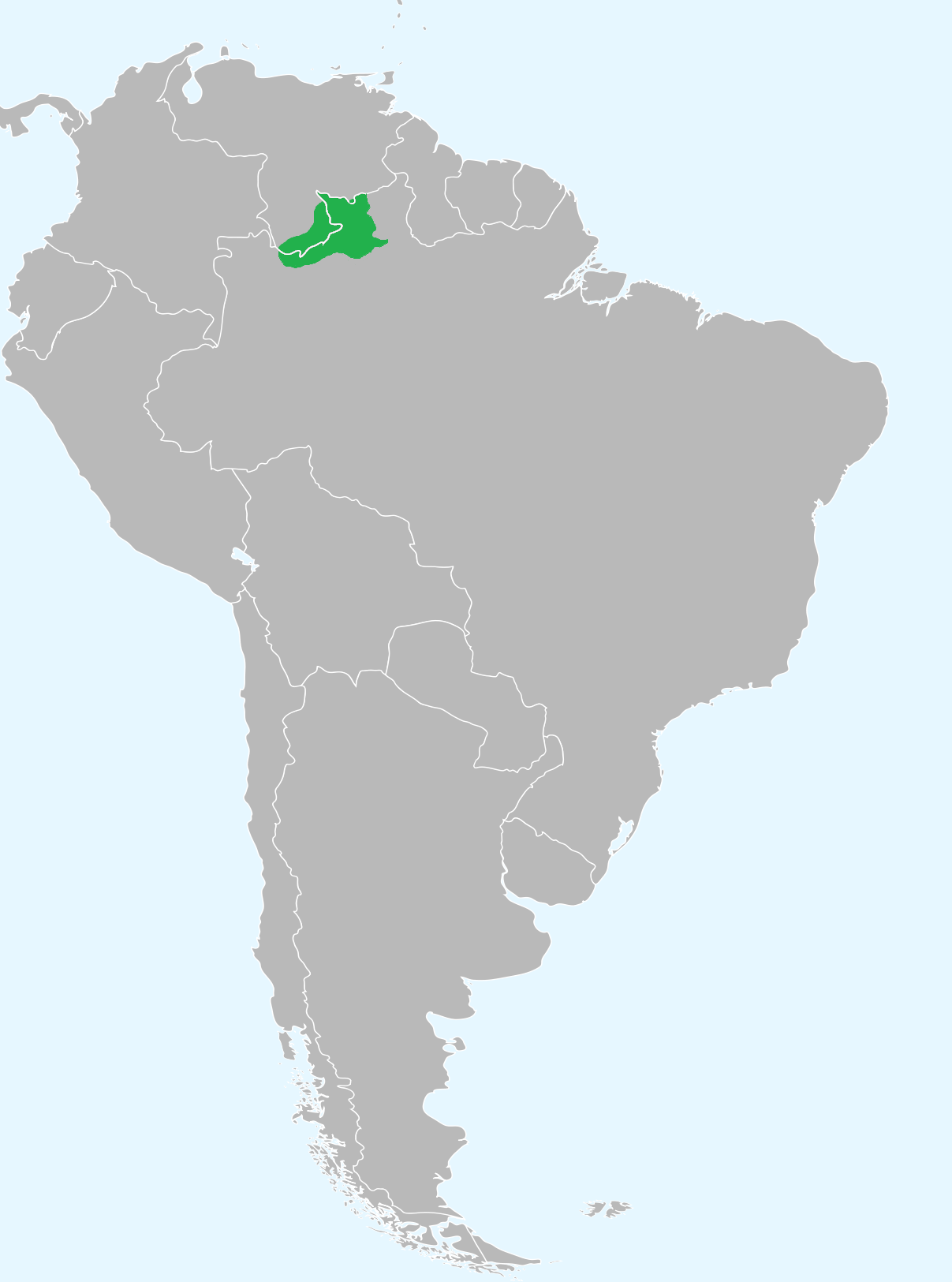
Lebensraum der Yanomami

### Ursprüngliches Stammesgebiet
Laut der mündlichen Überlieferung der Yanomami sowie den ersten schriftlichen Dokumenten, in denen sie erwähnt werden, befand sich ihr einstiges Stammland in der Serra Parima (in Venezuela: Sierra Parima), der Wasserscheide zwischen dem Alto Orinoco (auch Paraguá) und den rechten Nebenflüssen des Rio Branco (port. für „Weißer Fluss“), einem linken Zufluss des Rio Negro (port. und span. für „Schwarzer Fluss“). Dies ist immer noch das am dichtesten besiedelte Gebiet innerhalb ihres Territoriums. Wahrscheinlich begann die Wanderung der Yanomami-Gruppen von der Serra Parima in das umliegende Tiefland in der ersten Hälfte des 19. Jh., nachdem die Kolonialmächte Spanien und Portugal in die Region des Alto Orinoco, des Rio Negro und Rio Branco in der zweiten Hälfte des 18. Jh. vorgedrungen waren. Das heutige Stammesgebiet der Yanomami hat seinen Ursprung in dieser Wanderungsbewegung.
Diese territoriale Expansion der Yanomami war möglich, da sie zwischen Anfang des 19. und des 20. Jh. ein enormes Bevölkerungswachstum erlebten. Eine Reihe von Anthropologen glauben, dass dieses Bevölkerungswachstum auf Grund von wirtschaftlichen Veränderungen durch den Erwerb von neuen Kulturpflanzen sowie von Werkzeugen aus Metall durch Austausch oder Kriegsführung mit benachbarten indigenen Gruppen (Kariben im Norden und Osten: Ye’kuana, Purukoto, Sapara, Pauxiana; Arawak im Süden und Westen: Bahuana, Mandahuaca (Mandawaka), Yabaâna (Yabaána, Yabahana), Baniwa (Baniva, Baniua, Curipaco, Walimanai), Kuripako (Curipaco, Curripaco, Coripaco), Kuriobana, Manao, Baré (Hanera)) oder Arutani-Sapé (Awake (Arutani) – Kaliana/Kariana (Sapé)), Marakana oder Máku von Roraima ausgelöst wurde. Diese benachbarten indigenen Gruppen unterhielten wiederum direkte Handelsbeziehungen zu den Grenzsiedlungen. Durch den Kontakt zur dortigen weißen Bevölkerung jedoch erkrankten viele dieser Stämme während des 19. Jh. an ihnen vorher nicht bekannten Krankheiten (Malaria, Tuberkulose, Masern, Influenza, Keuchhusten), so dass durch immer wieder auftretende Epidemien viele Stämme ausstarben oder stark dezimiert wurden. Daher waren verschiedene Stammesgruppen der Kariben und Arawak bald nicht mehr in der Lage, sich erfolgreich den Überfällen der in ihr Gebiet vordringenden Yanomami zu widersetzen, so dass diese bald deren Gebiet besetzten und sodann als ihr eigenes Stammesgebiet betrachteten.

### Bedeutung des Urihi (Wald-Land)
Das Yanomami-Wort urihi bezeichnet sowohl den Wald als auch dessen Boden, es bedeutet auch Territorium oder Land: ipa urihi – „mein (Stammes-)Land“ kann sowohl den Ort der Geburt als auch das Stammesgebiet bezeichnen, dem der Sprecher angehört. Yanomae thëpë urihipë – „der Wald der Menschen“ ist daher der Wald, den der Gott Omama den Yanomami (d. h. den Menschen) zum Leben für alle folgenden Generationen gegeben hat – oder einfach „Yanomami-Land“. Urihi kann auch als Name für die gesamte Welt stehen; urihi a pree – „das große Wald-Land“ bezeichnet hingegen die kosmologische Geographie der Yanomami.
Urihi („Wald-Land“) ist zwar die Quelle von Ressourcen für die Yanomami, jedoch nicht einfach oberflächlich dem Willen der Menschen unterworfen. Es ist vielmehr eine lebendige Einheit, bestehend aus urihinari („wesenhaften Bild“), wixia („Atem“) sowie hauptsächlich në rope („immaterielle Fruchtbarkeit“). So betrachten sie Yanomae thëpë urihipë nicht als Sache oder gar Eigentum, über das man verfügen kann, wie und wann man will – sondern als eine Art Lebewesen mit eigenem Willen, dem sich der Wille des Menschen nicht aufdrängen darf.

### Heutige Reservate und Schutzgebiete
In Venezuela leben die verschiedenen Yanomami-Gruppen im Biosphärenreservat Alto Orinoco-Casiquiare entlang des Brazo Casiquiare in den Bundesstaaten Bolivar sowie Amazonas auf einer Fläche von über 82.000 km². Im Nordwesten Brasiliens umfasst das Territorium weitere 96.650 km² in den Bundesstaaten Roraima und Amazonas, das im November 1991 amtlich bestätigt und endgültig durch ein Dekret des Präsidenten im Mai 1992 als Terra Indígena Yanomami („Territorium der indigenen Yanomami“) anerkannt. Dieses Territorium, fast doppelt so groß wie die Schweiz, umfasst eine große Vielfalt von Naturlandschaften, dichte tropische Regenwälder im Tiefland sowie tropische Urwälder und Savannen des Hochlands. Darüber hinaus wird es von den Wissenschaftlern als vorrangige Region für den Schutz der Artenvielfalt des brasilianischen Amazoniens betrachtet. Zusammen bildet dieses Gebiet den weltweit größten indigenen Lebensraum im tropischen Regenwald.

### Unkontaktierte Yanomami
Einige Yanomami haben berichtet, dass sie unkontaktierte Yanomami in ihrem Gebiet gesehen haben. Die kontaktierten Yanomami nennen sie Moxateteu. Es wird angenommen, dass die Moxateteu in einem Gebiet leben, in dem in großem Umfang illegal Gold geschürft wird. Kontakt mit den Goldgräbern (Garimpeiros genannt) könnte für die Moxateteu sehr gefährlich sein und gewaltsame Konflikte könnten folgen. Es soll zwei Gruppen der Moxateteu geben, und zwar eine, die entlang des Oberlaufs des Rio Marauiá, eines linken Nebenflusses des Rio Negro im Reservat lebt, sowie eine zweite zwischen Rio Demini, einem linken Nebenfluss des Rio Negro, und dem Rio Catrimani, einem rechten Nebenfluss des Rio Branco, die zwar außerhalb des Reservats, aber im Rio Branco Nationalpark lebt.

### Bedrohung des Lebensraumes

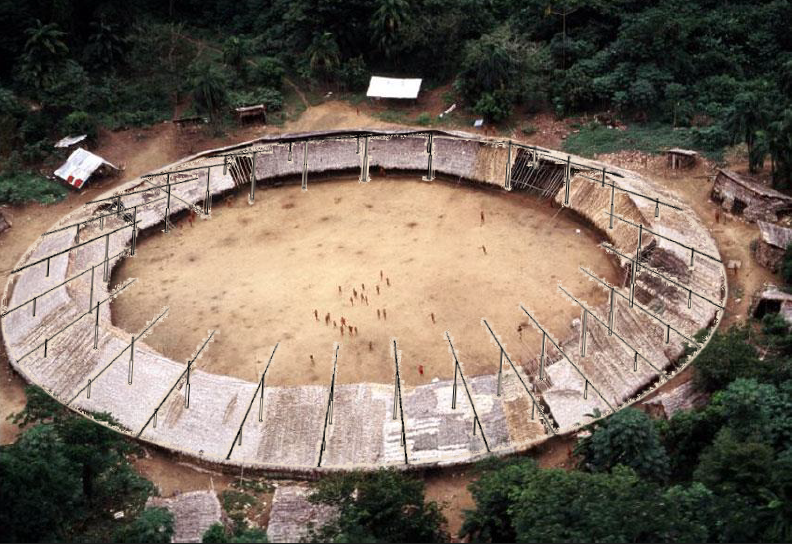
„Shabono“, das traditionelle Rundhaus

In den frühen 1970er Jahren ließ die damalige brasilianische Militärregierung eine Bundesstraße, die „Perimetral Norte“, durch das Yanomami-Territorium bauen, was für die Stammesangehörigen einen verheerenden Einschnitt in ihr Leben bedeutete. Bauarbeiter und Siedler schleppten Krankheiten ein, gegen welche die Yanomami nicht immun waren, so dass es zu zahlreichen Todesfällen kam und zwei Dörfer ausgelöscht wurden. Anfang der 1980er Jahre wurden unter anderem Gold, Uran und andere Bodenschätze gefunden. Diese Funde lösten einen Raubbau an der Natur der Yanomami aus, welcher ihren Lebensraum bedrohlich einschränkte. Ende der 1980er Jahre schätzte die brasilianische Bischofskonferenz die Zahl der Goldschürfer, die in das Gebiet der Yanomami eingedrungen waren, auf 65.000. Die Goldschürfer schleppten viele Krankheiten ein, zerstörten viele Dörfer und erschossen die Indigenen, so dass in nur sieben Jahren 20 % der Yanomami starben. Besonders bekannt ist das Massaker von 1993 im Dorf Haximu. Illegale Goldgräber töteten 16 Menschen mit Schusswaffen und Macheten. Damals wurden fünf von 22 Goldgräbern verurteilt, doch teilweise halten sich dieselben noch immer im gleichen Gebiet auf. Obwohl die brasilianische Regierung versucht, gegen die illegalen Goldgräber vorzugehen, zerstören sie weiter den Wald und verschmutzen die Flüsse mit Quecksilber.
In Deutschland wurden die Yanomami bekannter durch Rüdiger Nehberg und Christina Haverkamp, die Anfang der 1980er Jahre regelmäßigen Kontakt mit den Yanomami hatten. Sie veröffentlichten mehrere Bücher über die Volksgruppe und machten die Öffentlichkeit auf die Missstände und die Ausbeutung ihres Lebensraumes aufmerksam. Haverkamp gründete außerdem im Jahre 2006 den gemeinnützigen Verein Yanomami-Hilfe e. V. Weiterhin trugen Forschungen und entsprechende Berichte bzw. Radio-Interviews der Ethnologin Gabriele Herzog-Schröder dazu bei.
Im Jahre 1992 wurde das angestammte Land der Yanomami als „Yanomami Park“ abgegrenzt, wodurch sich die Situation der Yanomami erheblich verbesserte, auch wenn sie immer noch gegen die Bedrohung ihres Lebensraums kämpfen müssen. Spätestens um das Jahr 2021 flammte der Konflikt mit den Goldsuchern, die mit Schusswaffen und Tränengasgranaten die Indigenen zu vertreiben suchen, erneut auf. Stand 2021 stehen den Yanomami schätzungsweise mehr als 20.000 zum Teil schwer bewaffnete Goldsucher gegenüber. Die Goldgräber stellen auch ein Gesundheitsrisiko dar, da sie den Urwald abholzen, Flüsse verunreinigen und den Urwald in eine Schlammlandschaft aus Tümpeln und Wasserlöchern verwandeln, wodurch Moskitos, die die Malaria übertragen, noch bessere Brutplätze vorfinden. Außerdem schleppten Goldgräber selbst Malaria und SARS-CoV-2 in das Amazonasgebiet ein. Im Jahr 2023 starben mehr als 300 Yanomami an Unterernährung, Lungenentzündung, Malaria oder anderen Infektionskrankheiten infolge der zunehmenden Zerstörung des Regenwaldes, die meisten davon unter fünf Jahren.
Echte Besitzrechte über ihr Land werden den Yanomami bis heute von der brasilianischen Regierung verweigert, obwohl diese damit die von ihr unterzeichnete internationale Konvention (ILO 169) verletzt.

## Einteilung

### Dialektgruppen
Die Yanomami sprechen mehrere Varianten und Dialekte der Yanomam-Sprachen, die sich oftmals so voneinander unterscheiden, dass sich Yanomami benachbarter Dörfer nicht immer gegenseitig verstehen können. Die Yanomami-Gruppen haben zudem keinen Sammelbegriff für alle Yanomam-Sprecher – jeder einzelne Stamm oder jede Gruppe sowie Dorfgemeinschaft (oftmals bildet diese schon den Stamm) haben für sich jeweils eine autonome Bezeichnung. Heute unterscheidet man vier große Dialekt- und Stammesgruppen innerhalb der Yanomami:
- eigentliche Yanomami oder Yanomamö (sprechen Yanomamö, aka Yanomame, eigentliches Yanomami, ca. 17.640 Sprecher)
- Waika (Guaica) oder Yanomam (sprechen Yanomámi, aka Yanomam, Waiká, ca. 9000 Sprecher)
- Sanema (sprechen Sanumá, aka Tsanuma, Sanima, ca. 6410 Sprecher, manche Gruppen in Venezuela sprechen zudem Maquiritari [mch] der benachbarten Ye’kuana)
- Yanam oder Ninam (sprechen Yanam, aka Niman, Yanam-Ninam, ca. 560 Sprecher (2014)[20], manche Gruppen in Venezuela sprechen zudem Pemón der benachbarten Pemón sowie Spanisch)

Hierbei weisen das Yanomámi der Waika sowie das Yanomamö der eigentlichen Yanomami untereinander die größte Ähnlichkeit auf, daher werden oft die Waika als Östliche Yanomami (Ost-Yanomami, Yanomami Oriental, Yanomae) und die eigentlichen Yanomami als westliche Yanomami (West-Yanomami, Yanomami Ocidental, Yanõmami) bezeichnet.
Da sich die Siedlungsgebiete der verschiedenen Yanomami-Gruppen oft überlappen, gibt es manche bilinguale Siedlungen entlang des Río Matacuni (auch: Río Matakuni), Río Padamo und Río Ocamo (Sanumá und Yanomamö), entlang des Río Paragua (Sanumá und Yanam-Ninam), entlang des Río Uraricoera (Sanumá und Yanomámi) sowie am Rio Demini (Yanomamö und Yanomámi).
Die Yanomami-Gruppen sind jedoch nicht mit den zur Pano-Sprachfamilie gehörenden Yawanawá (Yawavo, Yauavo, Jawanaua, Yawanaua oder Iawanawa) und Yaminawá (Yaminahua, Yuminahua, Yabinahua, Yambinahua) zu verwechseln.

### Stammesgruppen
Die Yanam/Ninam bilden mit ca. 570 Stammesmitgliedern die östliche Stammesgruppe, leben entlang des Río Caroní und des Río Paragua im Bundesstaat Bolivar, Venezuela sowie entlang des Rio Mucajai, des Oberen Rio Uraricaá und Paragua im Bundesstaat Roraima, Brasilien. Ursprünglich wohnten entlang und nördlich des Río Uraricoera (auch: Rio Uraricuera) die Stämme der Arutani-Sapé (Awake (Arutani) und Kariana (Sapé)) und Parukoto, die versprengt wurden oder sich den Yanam/Ninam anschlossen und deren Sprache und Kultur übernahmen, die Ye’kuana konnten sich jedoch größtenteils behaupten. Die Yanam/Ninam unterteilten sich während ihres Vordringens nach Norden in zwei große Dialektgruppen:
- Nördliche Yanam/Ninam (Shiriana, Uraricaa-Paragua)
- Südliche Yanam/Ninam (Shirishana, Mukajai)

Die Sanema bilden mit ca. 6410 Stammesmitgliedern die nördliche Stammesgruppe, leben im Ervato-Ventuari-Flusssystem entlang des Oberlaufs des Río Ventuari bis nach Tencua und des Río Merevari im Westen sowie des Río Erebato (auch: Rio Ervato) im Norden, im Osten entlang des Río Caura nordwärts bis nahe der Stadt Maripa im Bundesstaat Bolívar, Venezuela sowie im Südwesten im Quellgebiet des Río Ocamo, am Oberlauf des Río Matacuni (auch: Río Matakuni), am Río Padamo, Río Kuntinamo und im Südosten entlang des Río Auaris (auch: Rio Awaris) im Bundesstaat Roraima, Brasilien. Heute gibt es auch Sanema-Siedlungen ostwärts bis zum Río Paragua, einem Nebenfluss des Río Caroní. Ebenso wie die Yanam/Ninam im Osten stritten auch die Sanema mit den durch Seuchen und Sklavenjagden geschwächten Ye’kuana um Land entlang des Río Uraricoera, das sie ihnen größtenteils entreißen konnten, letztendlich zwangen die Ye’kuana, mit bei weißen Händlern erworbenen Waffen, die Sanema Frieden zu schließen; seitdem leben beide Völker friedlich untereinander in benachbarten Dörfern entlang des Río Auaris und des Río Uraricoera. In der Region Auris in Brasilien leben 1435 Sanema in 29 Siedlungen sowie Ye’kuana in zwei Siedlungen (Auaris und Pedra Branca).
Die Waika (Guaica) oder Yanomam bilden mit ca. 9000 Stammesmitgliedern die mittlere oder zentrale Stammesgruppe, leben heute meist in Siedlungen rund um Missionen in Brasilien:
- Mission Waicá (auch: Waikas, hier zusammen mit 295 Ye’kuana) am Río Uraricoera sowie am Rio Catrimani im Bundesstaat Roraima.
- Mission Homoxi[30] (drei Siedlungen, 359 Personen)[31] am Oberlauf des Rio Mucajaí im Bundesstaat Roraima.
  - Tirei (85 Tireitheripë leben ca. 100 m von der Mission Homoxi entfernt, die Tireitheripë und Xereutheripë befanden sich oft in bewaffnetem Konflikt mit den Yarithatheripë)
  - Xere u oder Xereutheri (die erste Siedlung mit 44 Xereutheripë liegt ca. vier Stunden Fußmarsch von der Mission Homoxi am Fluss Xere u, einem Nebenfluss des Rio Mucajaí, die zweite Siedlung mit 40 Xereutheripë ca. 15 min. flussaufwärts, trennten sich in den 1990er Jahren von den Tireitheripë)
  - Yaritha (die Siedlung der 190 Yarithatheripë liegt ca. neun Stunden Fußmarsch südlich der Mission Homoxi am Hayathë u, einem Nebenfluss des Ruapë u (einem Orinoco-Nebenfluss) und damit eigentlich in Venezuela (etwa sieben Kilometer südlich der Grenze), trennten sich von den Wiramapiutheripë/Weremapiutheripë)[32]
- Mission Toototobi[33] (sechs Siedlungen, 311 Personen, Sinathatheripë (1950er Jahre) und Warepiutheripë (1970er Jahre)) am Rio Toototobi, einem Nebenfluss des Rio Demini im Bundesstaat Amazonas.
- Mission Demini (oder Watoriki - ‘Windiger Berg’) (eine Siedlung, 117 Personen, Watorikitheripë)[34] am Rio Demini im Bundesstaat Amazonas.

Die eigentlichen Yanomami/Yanomamö bilden mit ca. 17.640 Stammesmitgliedern die westliche und zugleich größte Stammesgruppe, die Mehrheit (ca. 15.710 (Stand 2000)) leben im Orinoco-Río-Mavaca-Gebiet im Bundesstaat Amazonas in Venezuela sowie ca. 2000 Stammesangehörige im brasilianischen Bundesstaat Amazonas, an den oberen Nebenflüssen des Rio Negro, wo sie auch den Namen Shamatari tragen. In Venezuela sowie Brasilien unterteilen sie sich in zwei große Dialektgruppen:
- Westliche Yanomami (Padamo-Orinoco) (im Becken des Río Padamo, entlang des Río Ocamo, Río Manaviche  (auch: Caño Manaviche) und am oberen Orinoco in Venezuela und südlich des Orinoco bis hin zu den Quellen des Rio Marania und Río Cauaburi im Bundesstaat Amazonas, Brasilien sowie in großen Siedlungen im Gebiet des Río Siapa im Süden Venezuelas)
- Östliche Yanomami (Parima) (in der Serra Parima (in Venezuela: Sierra Parima), östlich des Río Batau)

## Lebensweise und Kultur

### Wirtschaft

#### Nahrungsbeschaffung
Yanomami bauen Felder mit über 60 verschiedenen Pflanzenarten an. Ihre Hauptnahrungsmittel sind Maniok sowie Essbananen und Kochbananen. Daneben essen sie auch Kulturpflanzen und Früchte wie Taro und Papaya. Um die Pflanzen anzubauen, brennen sie kleine Abschnitte des Regenwaldes ab (Brandrodungswanderfeldbau). Da der Boden im Regenwald sehr nährstoffarm ist, ist es nach ein paar Jahren nicht mehr möglich, dort weiter Landwirtschaft zu betreiben. Deshalb ziehen die Stämme immer wieder einige Kilometer weiter.
Auch die Jagd spielt in der Nahrungsbeschaffung eine große Rolle. Da große Tiere im Regenwald selten sind, müssen die Jäger oft tagelang durch den Regenwald auf der Suche nach Wild streifen. Sie jagen Wollaffen, Tapire, Gürteltiere und diverse Vögel.

#### Handwerk

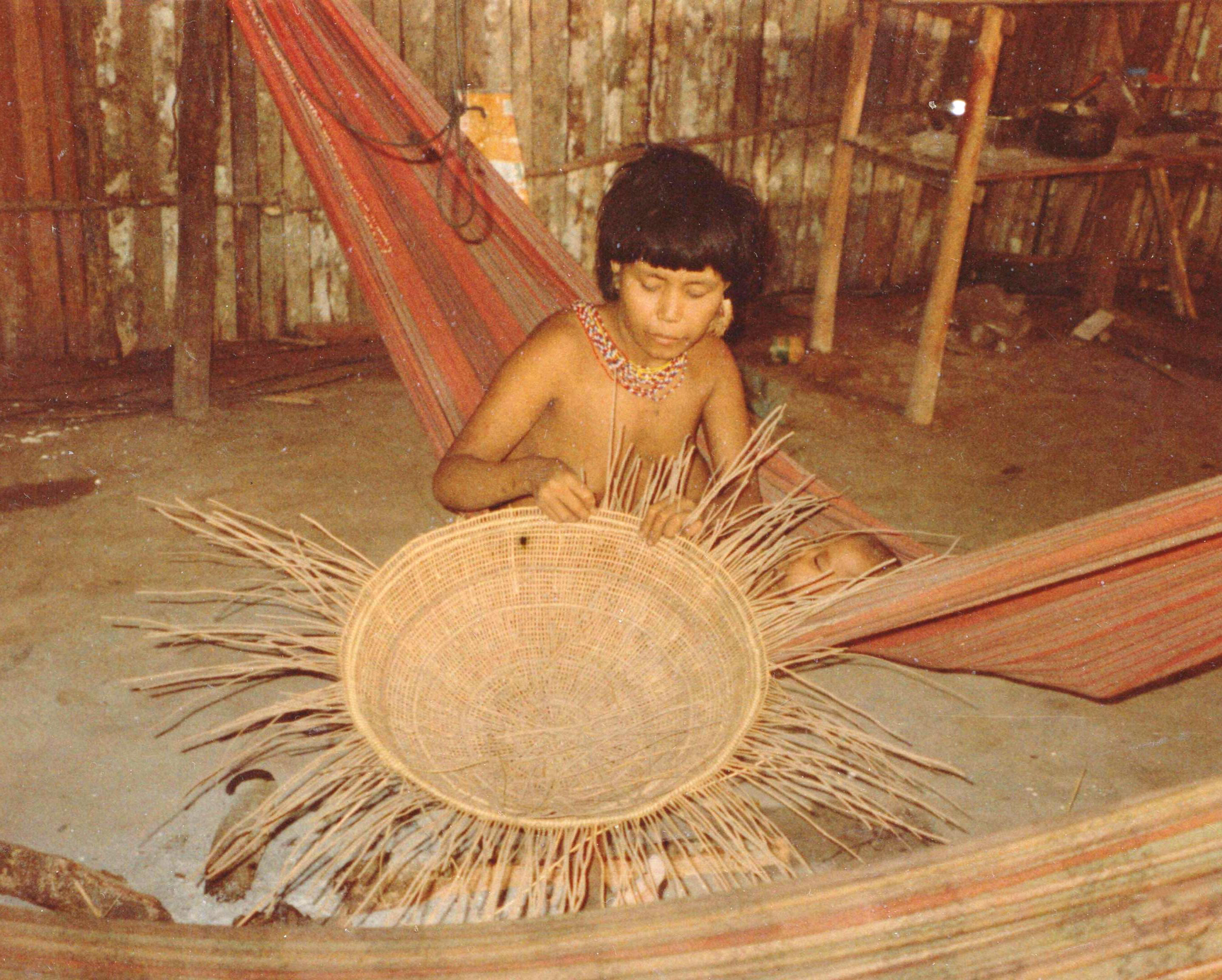
Flechten eines Korbes

Die Yanomami bauen keine Einbäume, aber sie ziehen riesige abgerindete Bäume, „thõmoro“ genannt, ins Wasser und lassen sich flussabwärts treiben.

### Glaubensvorstellungen und Weltsicht
Die Weltsicht der Yanomami ist animistisch, was bedeutet, dass jedem noch so kleinen Teil ein Kosmos innewohnt, der der menschlichen Seele vergleichbar ist.
Für sie ist die spirituelle Welt die eigentliche Realität. Die ehrfürchtige Erkenntnis von Erscheinen und Verschwinden als alltäglich Erfahrbarem sowie das Schattenreich der Geisterwelt ist für sie lebensbestimmend und prägt alle Lebensbereiche. Die Geister sind für den stetigen Wandel in der Welt verantwortlich und deshalb zu respektieren, zu ehren und um guten Einfluss auf Geschehnisse milde zu stimmen.
Ihre Kosmologie umfasst ein vierschichtiges Universum. In den beiden obersten Schichten hausen Geister und die Toten in einer idealisierten irdischen Landschaft. Darunter liegt die Menschenwelt, wobei die Menschen die über ihnen liegenden Welten erkennen können (Sterne, Himmel usw.). Die unterste Schicht ist die der bösen Menschen, die von der Menschenwelt heruntergefallen sind und nun dort als Kannibalen leben und darben. Sie können ihre Geister von dort aus in die Menschenwelt schicken, um Kinder zu rauben. Am Medizinmann liegt es – neben seinen klassischen Aufgaben wie der Heilmagie – dies zu verhindern und gegen Dämonen zu kämpfen. Dabei werden auch Halluzinogene verwendet. Der Totenkult beinhaltet einen Endokannibalismus, das heißt hier: Die Asche der Toten wird von den Verwandten verzehrt, so dass die Toten in ihnen weiterleben.
Die Yanomami haben eine Scheu vor festgefügten Formen, vor definiertem Material und vor Geschichten mit eindeutigem Anfang und Ende und chronologischem Verlauf. Begriffe werden in Erzählungen durch andere ersetzt, wie „Sonne“ durch „Mond“.
Durch die Arbeit christlicher Missionare fanden einzelne Stämme in den 1960er Jahren zum Glauben an das – in den Worten des Häuptlings Shoefoot – Höchste Wesen. Shoefoot schildert im Rückblick sein altes Weltbild als einen Zustand, in dem er und sein Volk von seinen Geistern betrogen wurden. Die Abkehr von der traditionellen Geisterwelt hin zum Höchsten Wesen führte zu wirtschaftlichem Aufschwung und einem Rückgang von Stammesfehden.

#### Mythologie
Nach dem Schöpfungsmythos der Yanomami kam Pelibo, der Mond, herunter zur Erde und aß ein Termitennest. Viele Wesen schossen auf ihn, verfehlten ihn aber. Der Mond flog auf. Nach vielen Fehlschüssen traf Omayali schließlich den Mond in die Mitte des Leibes, und das Blut des Mondes tropfte auf die Erde. Dieses Blut verwandelte sich in die ersten Menschen.
Die Yanomami erzählen (nach Darstellung von Napoleon A. Chagnon) über ihren eigenen Ursprung die folgende Geschichte:
Die Yanomami beschreiben die damalige Bevölkerung noch als Urwesen oder Erste Wesen und nicht als Menschen. Die Menschen entstehen erst später. Eine Mutter (1) gibt einem Mädchen eine Frucht, an der das Mädchen stirbt. Die Schwiegertochter der Mutter verspürt einen starken Drang auf Fleisch und verspeist das verstorbene Mädchen. Der Vater des Mädchens tötet die leibliche Mutter (2) der Schwiegertochter aus Rache und isst sie. Daraufhin töten die Söhne der Mutter (2) den Vater, der ihre Mutter (2) getötet hat. Daraufhin verspüren die Söhne einen starken Drang nach Geschlechtsverkehr und vergewaltigen ein Mädchen. Ein Sohn dieser Söhne bekommt starken Durst. Aus diesem Grund gräbt sein Vater ein Wasserloch, aus dem allerdings so viel Wasser fließt, dass die meisten Ersten Wesen ertrinken. Die Mutter der Vergewaltigten fällt in einen durch die Flut entstandenen See. Einer der Söhne der Mutter (2) verwandelt sie in ein Seeungeheuer. Noch heute haben die Yanomami große Angst davor, tiefe Gewässer zu durchqueren.
Einer der wenigen überlebenden Ersten Wesen ist der Mondgeist. Er kommt auf die Erde, um die Seelen der Kinder zu essen. Die anderen Überlebenden wollen dies verhindern und beschießen den Mondgeist mit Pfeilen. Wo sein Blut auf die Erde tropft, entstehen die ersten Männer (Blutmänner). Die Frauen stammen vom linken Bein eines Blutmannes ab, die besonders gelehrten Männer von seinem rechten Bein.

### Geschlechterrollen
Die Gleichheit der Geschlechter besteht bei den Yanomami in einem Nebeneinander von verschiedenen, voneinander getrennten Bereichen. Die Verwandtschaftsstruktur ist bilinear, was sich u. a. in der Weitergabe des noreshi ausdrückt. Die Yanomami glauben, dass jede Person einen externen Seelenanteil besitzt, der von einer bestimmten Tierart (noreshi) repräsentiert wird. Dabei werden Frauen und Männern ganz bestimmte noreshi zugeordnet, und deren Weitergabe erfolgt in absoluter Symmetrie vom Vater auf den Sohn und von der Mutter auf die Tochter.
Weibliche Initiation:
Die erste Menstruation eines Mädchens wird bei den Yanomami mit einem mehrwöchigen Übergangsritus gefeiert. Das Mädchen legt all seinen Schmuck ab und begibt sich innerhalb der mütterlichen Wohnabteilung in einen rasch errichteten Verschlag; durch einen dichten Blättervorhang wird es vom Dorfleben abgeschottet. Das Mädchen ist in all seinen Lebensäußerungen sehr verhalten, da es nach der Überzeugung der Yanomami in dieser besonderen Zeit anfällig für alle möglichen Gefährdungen ist und auch die Gemeinschaft in Not bringen kann. Es spricht kaum, es weint nicht, es muss fasten und kann Flüssigkeiten nur durch ein Röhrchen trinken, um selbst gesund zu bleiben. Es hält sich versteckt, um keine Naturkatastrophen wie Sturm oder Überflutung auszulösen. Das junge Mädchen hat nur mit seiner Mutter, seinen Schwestern und Freundinnen Kontakt. Nach zwei bis vier Wochen wird der Vorhang abgenommen, die Initiandin wird gewaschen und rot eingefärbt. Einige Tage später begibt sie sich mit ihren Freundinnen und weiblichen Verwandten auf eine rituelle Krebsjagd. Dann wird sie zeremoniell bemalt und reich geschmückt und kehrt in ihrer neuen Rolle, als heiratsfähige Frau, ins Dorf zurück. Dieses Reiferitual wird individuell für jedes Mädchen gefeiert; für Yanomami-Jungen gibt es keine Entsprechung zu diesem Übergangsritus.

### Kriegführung

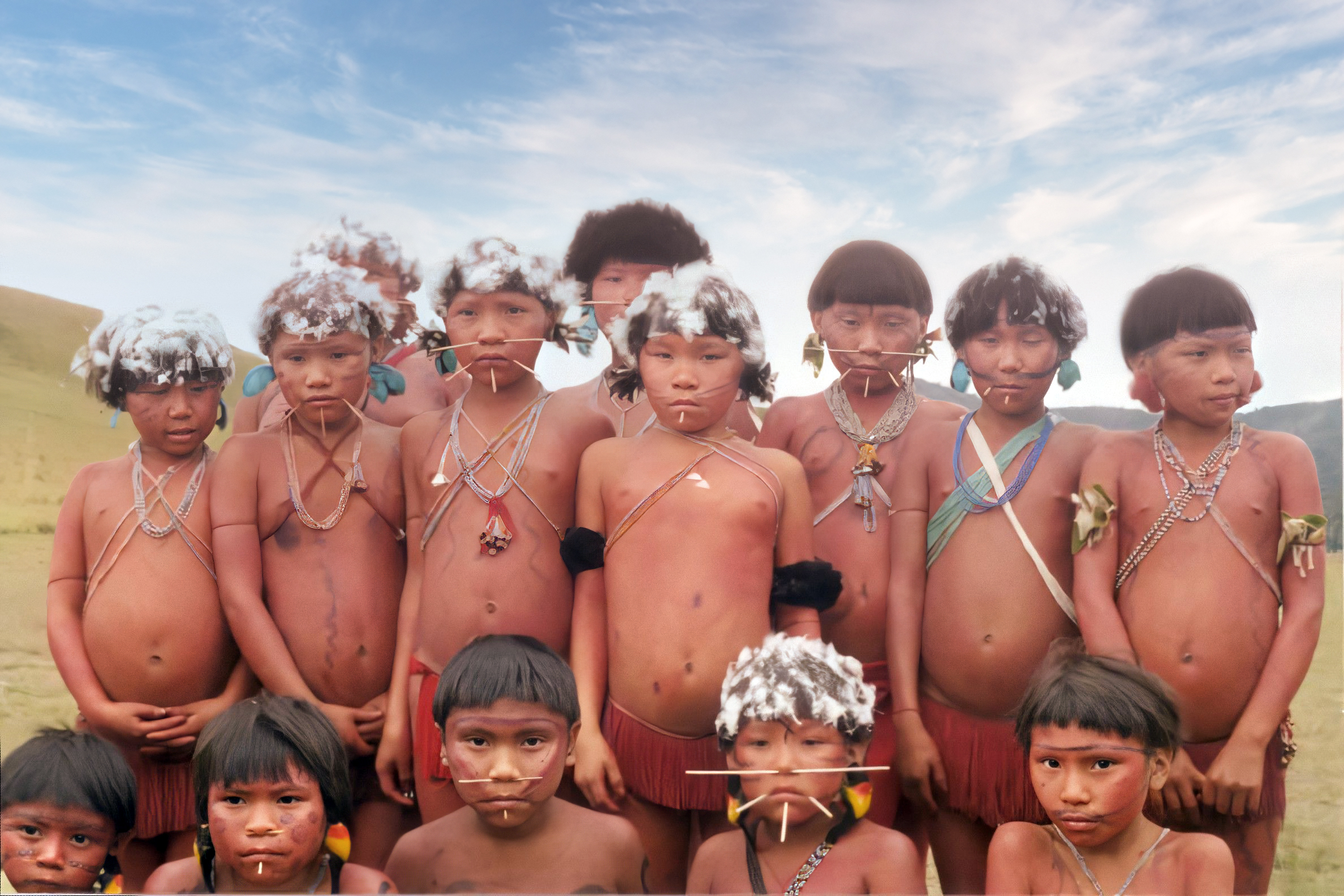
Die Kinder werden schon früh zu einer gewissen Härte im Ertragen von physischem Schmerz erzogen.

Die Yanomami haben, ebenso wie die Himba (Südwestafrika), Batak (Indonesien) und Eipo (Neuguinea), eine ausgesprochen kriegerische Kultur. Die Kinder werden schon früh zu einer gewissen Härte im Ertragen von physischem Schmerz sowie zur Bereitschaft erzogen, erfahrene Aggressionen auf gleiche Weise zu vergelten. Kriegerische Fertigkeiten werden im Spiel erprobt. Weinen wird als wehleidig angesehen, und ihm wird gelegentlich auch mit körperlicher Züchtigung begegnet. Es existieren Berichte von Überfällen auf andere Stämme, bei denen auch Frauen und Kinder getötet wurden. Dabei wurden und werden häufig erbitterte tribale Kriege mit hohen Mortalitätsraten geführt.
Die ersten Europäer (Portugiesen, Spanier und Franzosen), die Südamerika besiedelten, fanden verschiedene Indianerstämme vor, die untereinander rivalisierten und gelegentlich Kriege (oder zumindest Raubzüge) führten. Es ergaben sich von vornherein Koalitionen zwischen den Angehörigen verschiedener europäischer Nationalitäten und den unterschiedlichen Indianergruppen.
Inwieweit die Gewaltbereitschaft der Amazonas-Indianer eher übertrieben oder untertrieben dargestellt wird, ist immer noch Gegenstand der Diskussion. Bei Berichten über Missionierungen gab es gelegentlich tendenziöse Darstellungen des kriegerischen Zustandes davor und danach. Andererseits lebt der Mythos des „Edlen Wilden“ fort. Eine umfangreiche Darstellung zur Frage, wie kriegerisch Jäger-und-Sammler sein können, verfasste 1996 Lawrence Keeley unter dem Titel War before Civilisation.
Napoleon Chagnon interpretierte das Verhalten der Yanomani-Männer als darwinistisch orientiert: Kriegerischer Erfolg führe dazu, dass solche Männer mit mehr (u.a geraubten) Frauen Kinder zeugen könnten. 24 % der Männer in den von ihm beobachteten Gruppen seien durch Kämpfe umgekommen.
Es gibt bisher keine allgemeingültige Schlussfolgerung aus der ethnologischen Forschung hinsichtlich der Amazonaskriege. Nach zwei Jahrzehnten relativen Friedens kommt erneut Krieg und Gewalt auf (entsprechend einer Feldstudie im Jahr 1993). Es gibt jedoch mehr Gewalt gegen die „Fremden“, was für ein verstärktes Gruppengefühl der Indigenen sprechen mag. Ihre Opposition gegen die Ölgesellschaften, die Regierung und andere Indianergruppen scheint sie zusammenzuschweißen. Insgesamt gesehen ist die Gesellschaft der Indianer in den letzten Jahrzehnten jedoch erheblich friedlicher geworden. Heute verzichten die Menschen oftmals auf Blutrache und Vergeltung, die sich früher über Generationen erstrecken konnte.
Die Menschenrechtsorganisation Survival International kritisierte die Behauptung, die Yanomami seien besonders kriegerisch, „als Mythos des brutalen Wilden“. Die Kritik richtete sich vor allem gegen Wissenschaftler wie Napoleon Chagnon, auf die ein Großteil der Beschreibung der Yanomami als „kriegerisch“ zurückgeht. Sie verweist auf Anthropologen und Yanomami-Vertreter wie Davi Yanomami Kopenawa, die davon ausgehen, dass die Yanomami nicht gewaltbereiter seien als andere menschliche Gesellschaften.

### Schmuck

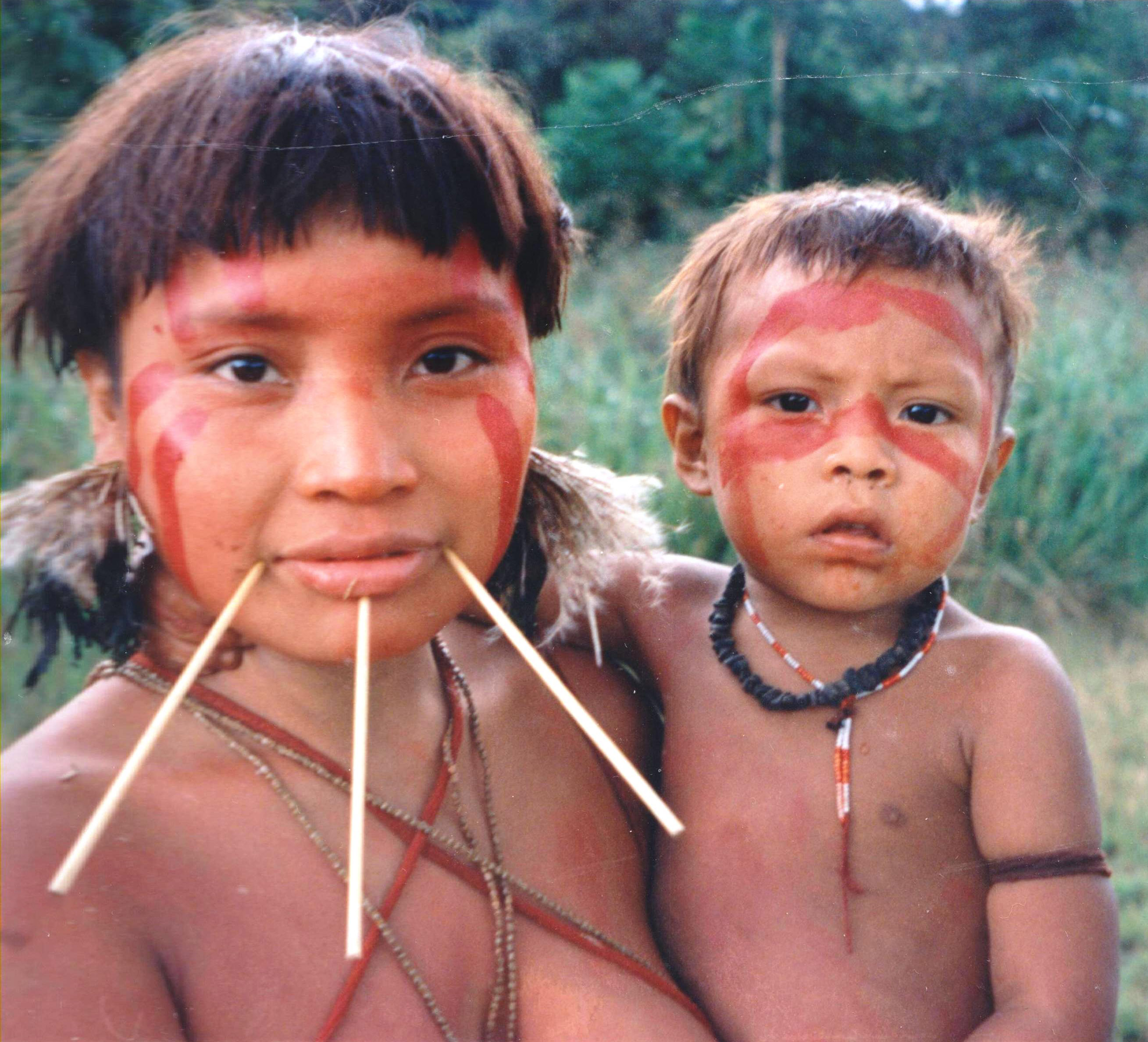
Schmuckstifte in der Unterlippe

In Form einer jahrhundertealten Tradition werden im Kindesalter Lippen und Nasenscheidewand durchstochen und, in Form von Labret- und Septum-Piercings, als Pfeilstäbe oder Lippenpflöcke bezeichnete Schmuckstifte eingesetzt. Während Frauen bis zu drei symmetrisch angeordnete Stäbe in der Unterlippe tragen, wird Männern in der Regel lediglich ein Stab in der Mitte eingesetzt. Außerdem ist das Tragen von Ohrschmuck üblich.

### Pijiguao-Fest
Die Yanomami verbrennen ihre Toten und stampfen die im Scheiterhaufen zurückgebliebenen Knochen zu einem Aschepulver, das sie in kleinen Behältern aufbewahren. Mehrfach im Jahr wird dieses Pulver anlässlich der Pijiguao-Palmfruchtfeste hervorgeholt, in einer Zeremonie in Bananensuppe verrührt und von den engsten Angehörigen verspeist. Mit dieser Form des so genannten „Endokannibalismus“ (die „eigenen“ Angehörigen werden verzehrt) nehmen die Hinterbliebenen die positiven Seelenanteile in sich auf. Um eine Rückkehr der übel wollenden Totengeister zu verhindern, werden alle Gegenstände, die dem Toten gehörten, zerstört; sein Name wird nicht mehr erwähnt.

## Ausstellung
- 2011: Folkwang-Museum, Essen. Lothar Baumgarten. Abend der Zeit – Señores Naturales Yanonmami. Sammlung Baumgarten/Sugai

## Filme
- Napoleon Chagnon, Timothy Asch: A Man Called Bee, Dokumentation 1974
- José Padilha: Secrets of the Tribe, Dokumentation, 2010